# Districtul Heide
Heidekreis (Heide) este un district rural (în germană Landkreis) în landul Saxonia Inferioară, Germania. 
1. ↑  Bundesgesetzblatt, 27 septembrie 2004, p. 2350
2. ↑   https://web.archive.org/web/20210703050711/https://www.heidekreis.de/home/verwaltung-politik/politik/landrat.aspx, arhivat din original la 3 iulie 2021, accesat în 26 noiembrie 2021 Lipsește sau este vid: |title= (ajutor)
3. 1 2 3  GeoNames